# Derrotero

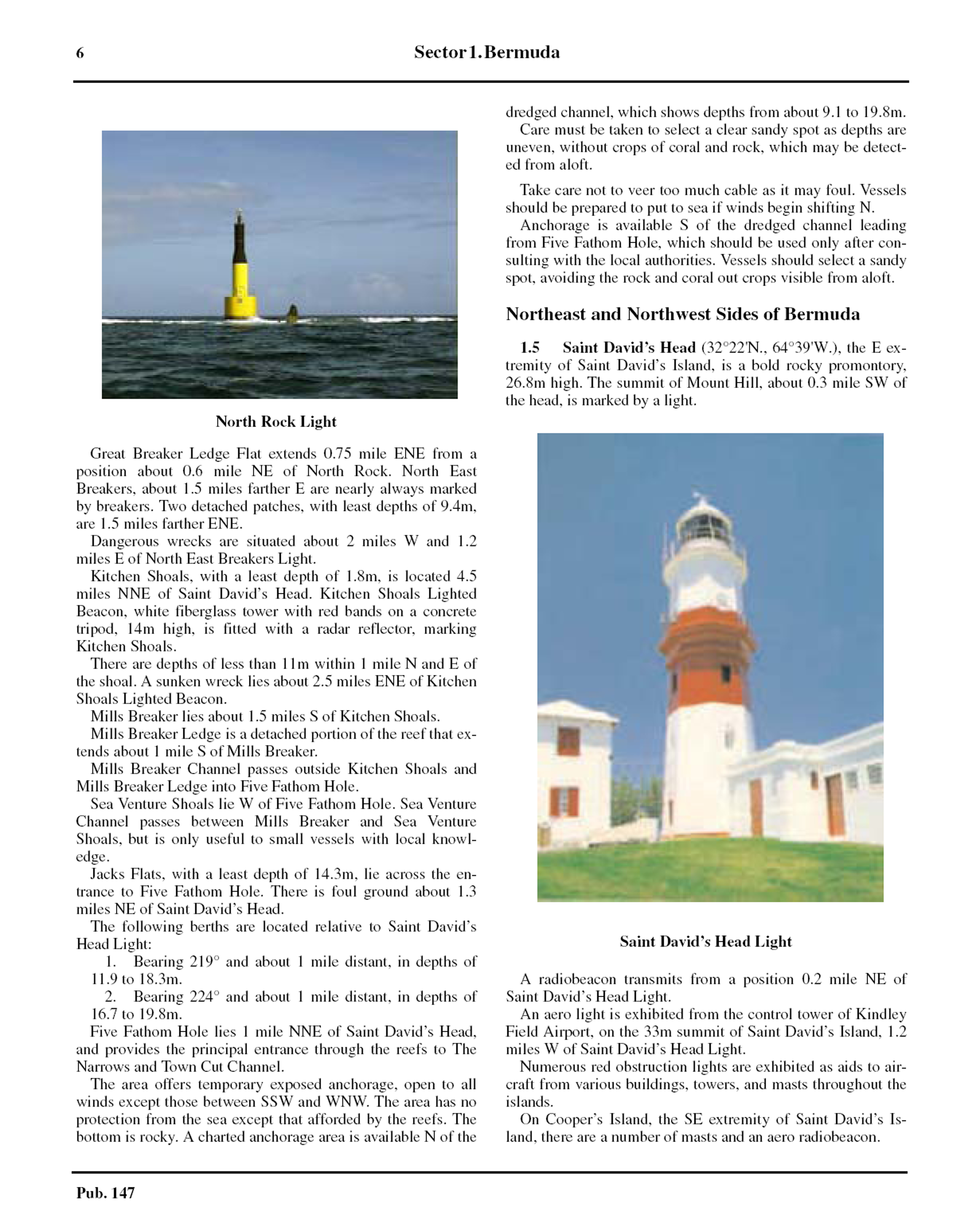
Página 6 del Volumen 1 del Derrotero del Mar Caribe, producido por la NGA (SAILING DIRECTIONS-ENROUTE-Caribbean Sea Vol 1).

Un derrotero es una publicación náutica específica. Consiste en una obra escrita e ilustrada, que describe las costas, bajofondos, señalizaciones (boyas, faros, balizas, etc.), perfiles visuales de las costas, peligros, formas de navegación convenientes, puertos y terminales, etc., para información – indispensable – del navegante.
Hay que tener en cuenta que el navegante tiene frecuentemente como destino lugares adonde nunca ha ido. La mayoría de los países tienen derroteros de las propias costas, a veces en varios volúmenes.
Todos los buques deben llevar reglamentariamente los Derroteros. Los buques mercantes habilitados para la navegación de ultramar (esto es, casi todos los buques de porte), tienen la obligación de tener a bordo derroteros de todo el mundo, que se guardan en el cuarto de derrota.

## Historia
La redacción de derroteros precedió, por la mayor facilidad en la transmisión oral de los conocimientos, a la confección de las primeras Cartas náuticas. Se menciona la existencia de este tipo de documentos desde la más remota antigüedad, pero los que han llegado a nuestras manos datan del siglo VI a. C. a través de copias posteriores. Estas redacciones son llamadas periplos.

.. La  navegación costera era para los marinos de la antigüedad la más habitual. Antes que una carta náutica, que podría ser empleada para navegar entre dos puertos atravesando un mar desconocido, sin rutas marcadas,  era más útil para ellos una información escrita sobre el mar que efectivamente iban a navegar y las costas que tenían que recorrer, una descripción de los puertos, los  bancos, las corrientes, los vientos y los  fondeaderos apropiados....
Edward Luther Stevenson, PH.D., 1911

Efectivamente, todas las expediciones de exploración marítima de los fenicios tuvieron esta característica

## Ediciones globales
Algunos países editan derroteros de todo el planeta, como el Instituto Hidrográfico del Reino Unido (Servicio Hidrográfico del Reino Unido que consta de 72 tomos. Esta publicación se llama Sailing Directions. Solamente la parte correspondiente al Caribe consta de dos tomos. El Vol. 1, que se pone como ejemplo, consta de 180 páginas. Vale mencionar que la denominación habitual (e inclusa impresa en la tapa) de estas publicaciones es “Pilot”, aunque este término no es considerado aún en la desambiguación en inglés (ni en Wikipedia ni en Wictionary).
La Agencia Nacional de Inteligencia-Geoespacial (NGA) es el órgano en Estados Unidos que edita esta publicación. La NGA tiene dos grupos de publicaciones:
- las “Sailing Directions Enroute”[5] que incluyen información detallada de las costas y llegada a los puertos de todo el mundo, las cuales suplementan la información que se da en las cartas de mayor escala  del área. Cada publicación se divide en regiones geográficas, llamadas sectores, que contienen información sobre los vientos, corrientes, hielos, peligros, características particulares y puertos, como así también  la indicación de las cartas náuticas que existen para el área. En total son 40 tomos. Su distribución en regiones se muestra en la figura.

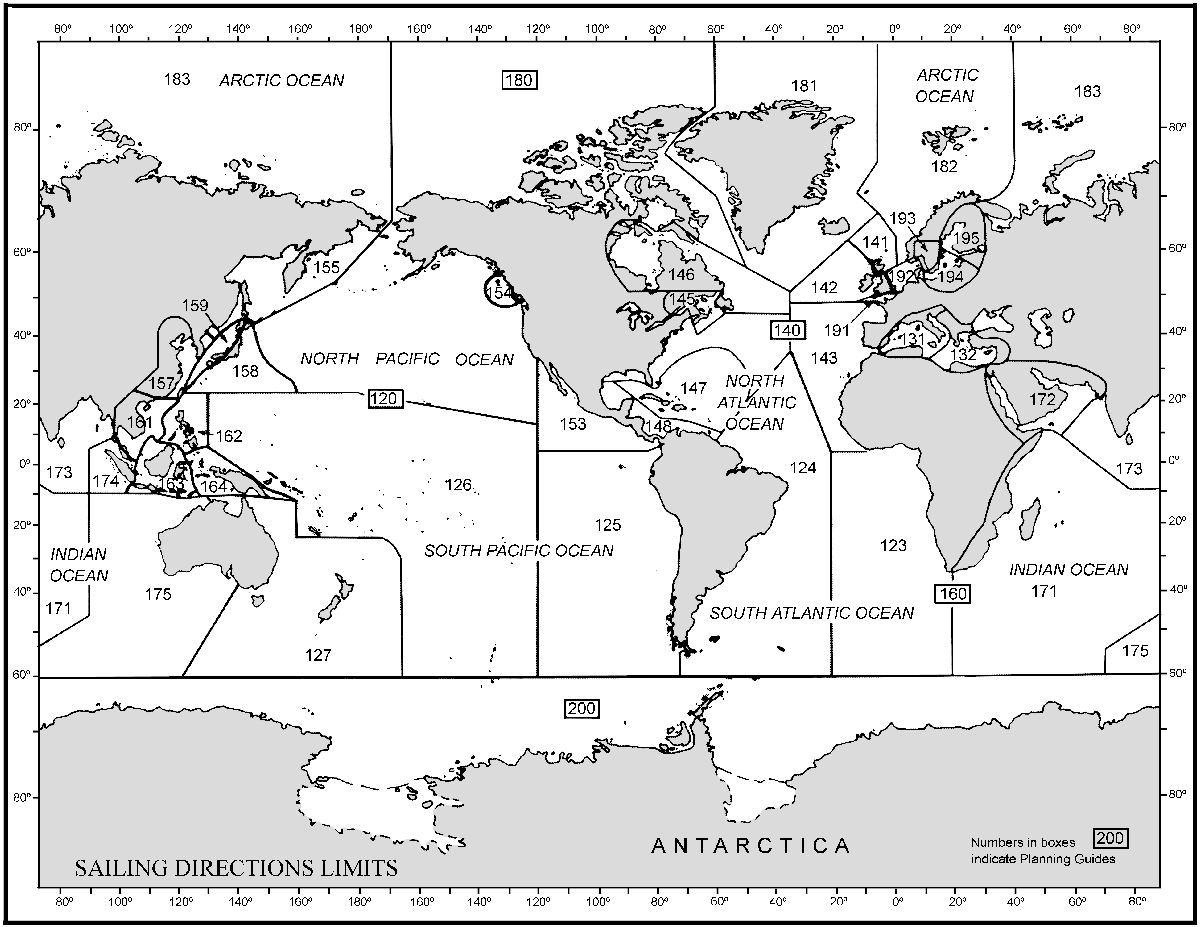
Áreas cubiertas por las 37 publicaciones "Sailings Directions Enroute" de la NGA.

Paralelamente se edita la publicación “The United States Coast Pilot”, que informa con mayor detalle que en las “Sailing Directions Enroute”, exclusivamente sobre las costas y puertos de los Estados Unidos y los Grandes Lagos. Son 9 tomos cuyos límites se muestran abajo.

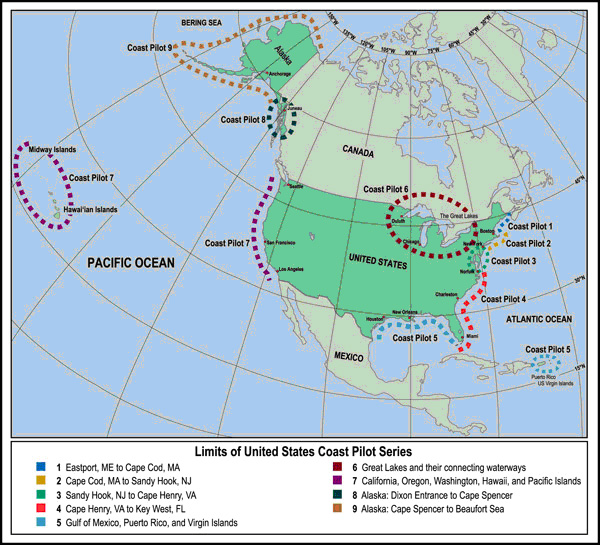
Áreas cubiertas por las 9 publicaciones "US Coast Pilots" de la NGA.

## Ediciones nacionales
Como se mencionó, muchos países tienen derroteros de sus propias costas. Estos son mucho más detallados que los derroteros globales. En general los buques de esa bandera tienen la obligación de tenerlos. Los Capitanes de buques que navegan con mucha frecuencia por las costas de determinado país, se proveen muchas veces de los derroteros locales.
Como ejemplo, se pueden ver los Derroteros de España, reunidos en seis tomos.

## Actualizaciones
Obviamente, a diario surgen una cantidad de novedades que afectan la información de estas publicaciones: nuevos relevamientos hidrográficos, informaciones de los navegantes, instalación de nuevas terminales y puertos, novedades en la señalización (faros, boyas o balizas apagadas, agregadas, cambiadas de posición, etc.), naufragios, obstrucciones a la navegación por diversas operaciones (dragado, operación de buzos, etc.). Estas novedades se registran periódicamente en los  Avisos a los Navegantes. En las publicaciones náuticas de Estados Unidos este folleto es semanal y se denomina Notice to Mariners.  En el Reino Unido: Notices to Mariners.

## Formatos digitales
El advenimiento de las publicaciones náuticas en formato digital (DNP- Digital Nautical Publications) ha agilizado la tarea de consulta de las mismas y su actualización.

## Descargas en la web
- Publicaciones Náuticas de la NGA (enlace roto disponible en Internet Archive; véase el historial, la primera versión y la última).